# Stanisław Jaroszyński

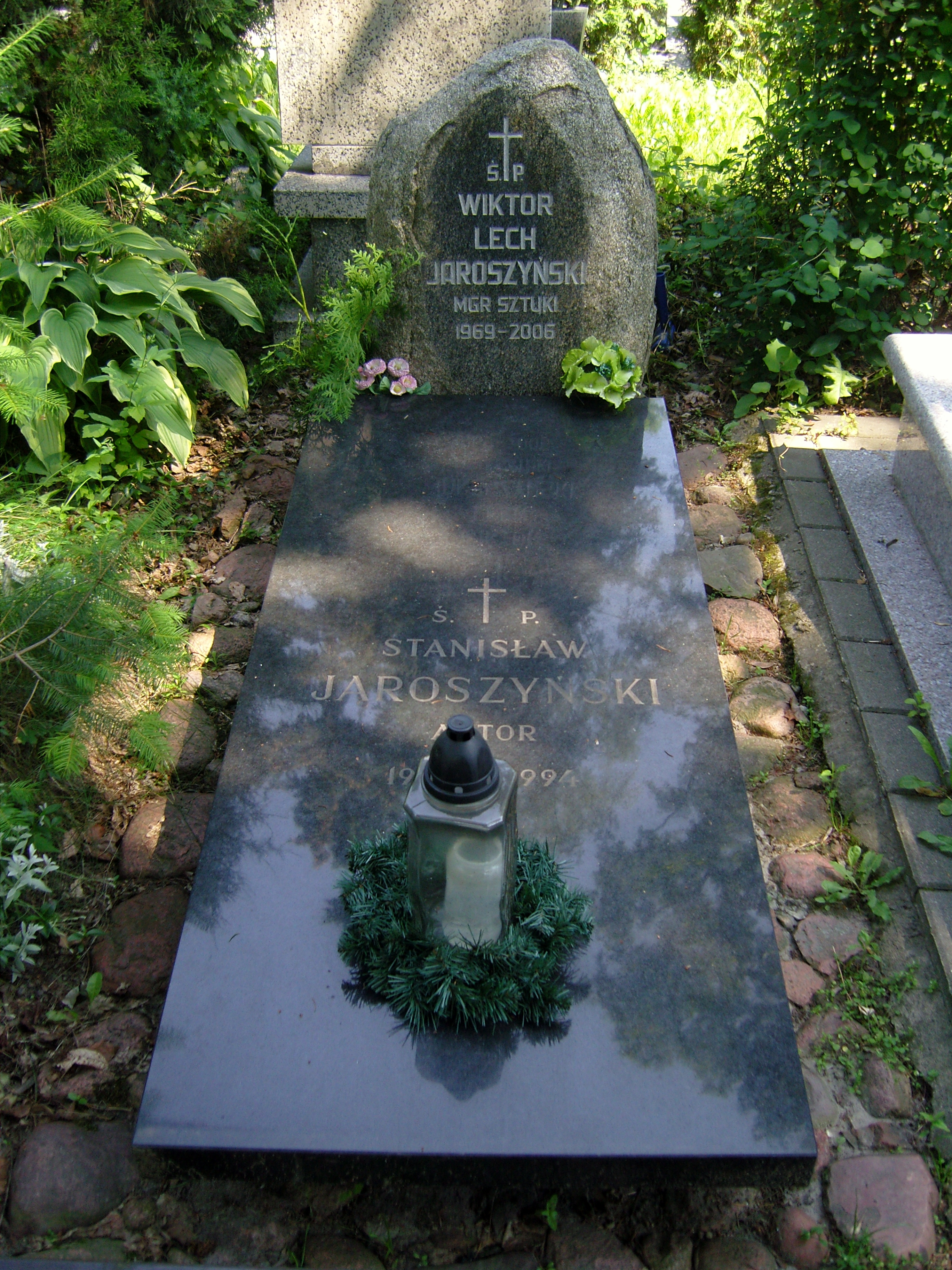
Grób Stanisława Jaroszyńskiego na cmentarzu komunalnym na Dołach w Łodzi

Stanisław Jaroszyński (ur. 5 maja 1935 w Balewiczach, zm. 21 lipca 1994) – polski aktor teatralny i filmowy.

## Życiorys
Debiutował na scenie 12 listopada 1960 roku. Trzy lata później ukończył studia na Wydziale Aktorskim PWSFTiT w Łodzi. Występował na scenie Teatru Ziemi Opolskiej w Opolu (1963-64), Teatru Polskiego w Bydgoszczy (1964-69) i Teatru im. Stefana Jaracza w Łodzi (1969-93).

## Nagrody i odznaczenia
- Nagroda na XI FTPP w Toruniu - za rolę Bryndasa w „Krakowiakach i góralach” (1969)
- Srebrny Krzyż Zasługi (1979)
- dyplom za szczególne zasługi dla Teatru im. Jaracza w Łodzi (1979)

### Filmografia
- 1973: Listy naszych czytelników – dyrektor
- 1974: Orzeł i reszka – agent amerykańskiego wywiadu próbujący porwać rosyjskiego pułkownika
- 1975: Dyrektorzy – Pawlak, sekretarz ekonomiczny KW (odc. 1)
- 1975: Obrazki z życia – oficer MO przesłuchujący Bożenę (odc. 3)
- 1975: Wieczór u Abdona – rejent
- 1976: Zaklęty dwór – lekarz-pułkownik w szpitalu wojskowym (odc. 2)
- 1977: Lalka – klient w sklepie Wokulskiego kupujący kalosze (odc. 1)
- 1977: Pokój z widokiem na morze – major
- 1978: Biały mazur – oskarżyciel na procesie proletariatczyków
- 1978: Rodzina Połanieckich – interesant (odc. 7)
- 1978: Wsteczny bieg – lekarz
- 1979: Kobieta i kobieta – Józef Jabłoński, inżynier w zakładach odzieżowych
- 1980: Gorączka – mężczyzna w biurze ochrony
- 1980: Misja – republikanin (odc. 6)
- 1981: Bołdyn – chłop
- 1981: Był jazz – mężczyzna z LPZ
- 1981: Hamadria
- 1981: Mężczyzna niepotrzebny! – „szalejący” pacjent
- 1981: Vabank – strażnik w banku Kramera
- 1981: Wahadełko – wychowawca w sanatorium
- 1982: Polonia Restituta – legionista (odc. 2)
- 1983: Mars i Wenus w szóstce
- 1983: Marynia – interesant
- 1984: Romans z intruzem – oficer niemiecki
- 1985: Gra w ślepca – Maciej, właściciel mieszkania
- 1985: Przyłbice i kaptury – brat Egon (odc. 8)
- 1986: Biała wizytówka – polski lekarz Hansa Heinricha (odc. 3)
- 1986: Magnat
- 1987: Ucieczka z miejsc ukochanych – lekarz (odc. 7)
- 1989: Bal na dworcu w Koluszkach – zawiadowca stacji
- 1989: Wiatraki z Ranley – mężczyzna w pubie
- 1990: Ucieczka z kina „Wolność”
- 1993: Moja historia – oficer STASI